# ぬらりひょんの孫
『ぬらりひょんの孫』（ぬらりひょんのまご）は、椎橋寛による日本の漫画。『週刊少年ジャンプ』（集英社）において、2008年15号から2012年30号まで連載された。妖怪を題材とした少年漫画。略称および愛称は「ぬら孫」で、後述のラジオの題名等にも使われている。

## 概要
妖怪の総大将・ぬらりひょんの血を継ぐ少年を主人公とする怪奇ファンタジー。現代の日本を舞台に、百鬼夜行が激突する任侠妖怪の世界を描いた物語となっている。
『赤マルジャンプ』2006年SPRING号に掲載された後、『週刊少年ジャンプ』2007年35号に第32回金未来杯エントリー作品として読み切り掲載、金未来杯を受賞した（その他の詳細は後述）。『週刊少年ジャンプ』2008年15号より連載開始、2012年30号連載終了。その後、2012年の『少年ジャンプNEXT!』に完結編「葵螺旋城 最終決戦編」が3号連続掲載され、完結した。2018年12月時点で単行本の累計発行部数は1200万部を記録している。
2009年12月には小説版とドラマCDが発売され、『週刊少年ジャンプ』2009年53号にてテレビアニメ化が発表された。2010年7月から第1期が、2011年7月から第2期が放送された。さらに2011年11月にはゲームが発売された。
2013年8月より、『ジャンプLIVE』にて番外編『ぬらりひょんの孫 外伝〜花開院夜話〜眼球蒐集鬼』を全3話で連載、後に『ILLEGAL RARE』の4巻で1話にまとめられたものが収録された。
登場する妖怪の多くは妖怪画集から採用しており、参考文献として鳥山石燕『画図百鬼夜行』、竹原春泉『絵本百物語』、河鍋暁斎『暁斎妖怪百景』の3つが示されている。
2023年、『ウルトラジャンプ』4月号にて作者の椎橋の作品『岩元先輩ノ推薦』とコラボレートしたイラストを表紙に掲載。本作の15周年を記念し、同誌で11年振りの本作のシリーズ「ぬらりひょんの孫〜陰〜」（ぬらりひょんのまごかげ）の短期集中連載が発表され、同年同誌5月号より同年8月号まで連載。「本編で描かれなかったエピソード」の内容となっている。

## あらすじ
奴良リクオは一見はごく普通の中学生だが、実は彼は妖怪「ぬらりひょん」の孫で、4分の1妖怪の血を継いでいる。祖父の組「奴良組」の妖怪達と毎日どたばたと付き合いながら、何とか普通の生活を送っている。
リクオは幼い頃、祖父から色々と武勇伝を聞かされ、妖怪とはかっこいいものであると思っていた。しかし、ある日友人との会話から、妖怪が人間から馬鹿にされる悪い存在であることを知ってしまう。そんな中、妖怪に襲われた友人達を守るために自身の妖怪の血を覚醒させ、友人達を救い出す。だが、4分の1しか妖怪の血を継いでいないリクオは1日の4分の1の時間しか妖怪の姿になれなかった。
そして4年後、中学生になったリクオは人間としての生活を望んでいたものの、組を統率するために妖怪の世界と向き合っていくことになる。
牛鬼の謀反（第2巻 - 第3巻）
リクオと同級生らが所属する「清十字怪奇探偵団」は、妖怪合宿と称して捩眼山を訪れる。そこは奴良組系・牛鬼組の縄張りであったが、リクオたちは牛鬼組からの襲撃を受ける。
対四国八十八鬼夜行（第3巻 - 第6巻）
四国の妖怪組織・四国八十八鬼夜行が、奴良組のシマへの進撃を開始する。百鬼夜行を率いるリクオと、四国妖怪を束ねる玉章の全面抗争が始まる。
ぬらりひょんの過去（第7巻 - 第8巻）
奴良組の初代総大将・ぬらりひょんの過去が明らかになる。リクオの祖母・珱姫とぬらりひょんの出会い、妖刀・祢々切丸、羽衣狐率いる京妖怪との激突など、400年前の物語が描かれる。
遠野編（第8巻 - 第9巻）
京都では、羽衣狐が再び動き出し始めた。リクオは、花開院家に戻ったゆらを助けると同時に、父の命を奪った羽衣狐と決着をつけるため、京都へ向かうことを決意する。しかし、リクオの未熟さを指摘したぬらりひょんは、リクオを遠野の里に送り込む。遠野での修行を経て、リクオは妖怪・ぬらりひょんの持つ真の力を理解する。
京都編（第10巻 - 第16巻）
遠野妖怪を味方につけ帰還したリクオは、奴良組の面々と共に京都へ進撃する。京妖怪の侵攻に対し、花開院家の陰陽師たちは守勢に回っていた。リクオたちは花開院家と共同戦線を張り、「鵺」を産み出そうとする羽衣狐と対決する。
対百物語組（第16巻 - 第21巻）
京都での戦いを終え、リクオは奴良組三代目総大将を襲名。来たるべき鵺との戦いに備え、奴良組は力を蓄えていた。そんな中、百物語組が姿を表し、二代目・鯉伴との因縁が明らかになっていく。
対御門院家（第22巻 - 第25巻）
百物語組との抗争を経て、安倍晴明の子孫である陰陽師の一族・御門院家の存在が明らかになる。彼らは、晴明の生み出した術により不老の体を手に入れていた。晴明の復活を前に、妖怪を粛清する「清浄」を行おうとする御門院家に対し、リクオは日本中の妖怪たちと同盟を組み立ち向かおうとする。

## 用語

### 妖怪関連
妖怪
本作において、妖怪たちは現実世界のヤクザによく似た集団を形成している。ある程度力のある妖怪が長となって組を作り、その組がさらに多数集まって大きな勢力の一家を構成している。組の妖怪たちは「シマ」（縄張り）の土地神を守る見返りに、彼らのお布施や供物などを「シノギ」（収入源）として集めている。組織の大きさは、信仰の大きい土地神をいかに多く抱えているかに比例するため、有力な土地神を奪い合う国取り合戦が抗争となる。この他、人間に化けテキ屋などの商売を行う妖怪もいる。妖怪の任侠組織は人間のそれとは違い、上位の者が力を失うとすぐに散り散りになってしまうのが当然であり、その点を不義理と咎める者はほとんど居ない。一応、義理人情を重んじる妖怪も存在するが、妖怪任侠の世界では変わり者扱いである。
一口に妖怪といってもそれぞれの誕生経緯は大きく異なり、物や動物が変化した場合（例：付喪神・猫又）や、人間が恨み・憎しみなどといった強い負の感情でなる場合（例：青田坊・毛倡妓・牛鬼）、死んだ人間が現世への強い未練からなる場合（例：首無・山吹乙女）、一つの種族として成立している場合（例：雪女・河童・天狗・鬼）、怪談が人々の口に上るうちに畏を得て実体化した場合（例：黒田坊・百物語組の怪談）、など様々である。概して寿命は非常に長く(鴆一族は例外的に短命)、千年以上生きる者も存在する。高位の妖怪は人の姿をしている者、または人に変化できる者が多く、人間と交配が可能な妖怪も存在する。
百鬼夜行（ひゃっきやこう）
妖怪の集団。百鬼夜行の大きさは、主の力の大きさに比例する。主の力が衰えると、配下の者は力を発揮できなくなってしまい、最悪散り散りになってしまう。
土地神（とちがみ）
人間とかかわりが深く、その地方の人々から信仰を集める妖怪。力が弱く、戦いには向かないが、組が持つ「畏」の核となる存在。人間からの信仰がなければやがて弱り、消滅してしまう。
付喪神（つくもがみ）
なんらかの器物が、長い年月を経て妖怪に変化すること。

畏（おそれ）
多元的な意味を持つ言葉であり、「妖怪の力」を総称したもの。人を驚かすために存在し始めた妖怪にもともと備わっている、人を怖がらせたり脅かしたりする能力や特徴。相手に与える畏は「恐怖」「威圧感」「信仰」「尊敬」「憧れ」などの様々な形を取る。妖怪という存在の核であり、畏を失うことは死を意味する。逆に畏を失わない限り、人間なら死ぬような傷を負っても死ぬことはない。「畏」の文字は、普通ではない者「鬼」が「卜（ムチ）」を持つという意味の字であり、「未知なるものへの感情」、すなわち「妖怪」そのものを表す。リクオが目指す「魑魅魍魎の主」「妖の主」は、「人々に畏敬の念さえ抱かせる、真の畏れを纏う者」（木魚達磨談）。ガゴゼや京妖怪のような、人を踏みつけにし恐怖を与える畏とは対極の存在である。
「鬼發」・「鬼憑」という呼称で分類されることがあるが、これらは遠野妖怪が命名したものと思われる。
鬼發（はつ）
「畏の発動」。自らの畏を発揮し、妖怪としての存在感を一段階上に上げる。能力を発揮するということは大気の流れを自分のものにすることであり、怪談に言う「周りの空気がひんやりと変わる」のがこれにあたる。畏の発動によって相手が怯めば、相手の畏は解かれる。妖怪同士の戦いは畏の奪い合いであり、気圧されれば負けと同義である（簡単にいえば「ビビったら負け」）。周囲から視認されなくなるぬらりひょんの「明鏡止水」などは「鬼發」にあたる。
鬼憑（ひょうい）
畏を以って畏を破る、対妖怪用戦闘術。自らの畏を具現化し、技として昇華させる。時が経つにつれ妖怪が増え、縄張り争いをするようになったことから生まれた。畏を武器に移動させることが多く、イタクの「レラ・マキリ」（鎌）や首無の「殺取」（紐）などは「鬼憑」にあたる。
鬼纏（まとい）
半妖である鯉伴が生み出した、人と妖の血が成せる技。人である部分に下僕の畏を取り憑かせ、力に変える。
百鬼夜行の畏を主の体に纏わせる奥技であり、「百鬼の主の御業」。心から信頼されるような大きな畏の持ち主が、より大きな畏を纏うことで、折り重なる畏は何倍もの力となる。畏を全力で発動するため、「鬼纏」直後は下僕の妖怪は身動き一つ出来ない。
畏砲（いづつ）
下僕の畏を主の刃に乗せ、何倍もの威力を敵に向かって放つ術。威力はあるがスキが大きい。
畏襲（かさね）
下僕の畏を羽織り、主の畏と合わせて新たな力を生み出す術。

盃事（さかずきごと）
妖怪任侠世界では、盃を交わすことで、種族の異なる妖怪同士が血盟的連帯を結ぶことができる。
五分五分の盃
お互いが対等な立場にある義兄弟の盃。祖父・父の代で組の百鬼となった者、あるいはその子孫と交わすもの。互いの腕を交互させ盃を交わすのが特徴。
七分三分の盃
絶対の忠誠を誓うという親分と子分の盃。絶対の信頼がなければ出来ない契り。
代紋（だいもん）
妖怪が所属する組織の紋章。奴良組の場合は「畏」。この字に誓いをたて掲げている。
貸元（かしもと）
本家の傘下組織の頭目のこと。
総会（そうかい）
一家のトップを始め、組の幹部によって組織される会合。定期的に開かれているが、緊急事態の時にも臨時で開かれる。食事を囲って行われることが多い。

#### 妖怪の組織

##### 奴良組
奴良組（ぬらぐみ）
関東任侠妖怪総元締の極道一家。ぬらりひょんが初代総大将で、鯉伴が二代目、リクオが三代目。本拠地は東京の浮世絵町。代紋は人間から畏れられることを誓う「畏」。所属団体数は70で、奴良組の威光が常時届くのは44団体程度。構成妖怪は約1万匹。
結成は戦国時代。隠神刑部狸の言葉から、総大将のぬらりひょんが若かった頃は百鬼夜行の名前通りに100団体を統べていたと思われる。70団体まで減ったのはぬらりひょん曰く「従わせられるような気力がないから」で、鯉伴の死後は弱体化が進み、幹部の中には自己保身的な妖怪が多くなっている。しかしながら決戦空中妖塞「宝船」などの巨大な妖怪も従えるなど、その勢力は完全に衰えたわけではない。なお、本家の地下には隠し道場がある。
以下は奴良組の傘下組織。
牛鬼組（ぎゅうきぐみ）
滋賀県の捩眼山に本拠を置く武闘派勢力。構成妖怪は75匹。組長は牛鬼、若頭は牛頭丸、若頭補佐は馬頭丸。代紋は人や妖を騙し操る「怵」。
薬師一派（やくしいっぱ）
別名「鴆一派」。医術に長けた医療部隊。本拠地は神奈川県の薬鴆堂。構成妖怪は34匹。組長は鴆。
達磨会（だるまかい）
本拠地は東京都調布市。構成妖怪は48匹。会長は木魚達磨。
化猫組（ばけねこぐみ）
浮世絵町一番街で博打場を兼ねた妖怪和風御食事処「化け猫横丁」を経営している。構成妖怪は82匹。当主は良太猫。
関東大猿会（かんとうおおざるかい）
別名「狒々組」。本拠地は山梨県。構成妖怪は300匹。会長は狒々、若頭は猩影。玉章・犬神・ムチ達により、会長を含むほぼ全ての会員が殺害された。その後猩影が二代目会長となる。
独眼鬼組（どくがんきぐみ）
本拠地は埼玉県。構成妖怪は701匹。組長は一ツ目入道。
三ツ目党（みつめとう）
本拠地は千葉県。構成妖怪は316匹。党主は三ツ目八面。
百足一族（むかでいちぞく）
本拠地は埼玉県。構成妖怪は66匹。族長は大ムカデ。
鬼女組（きじょぐみ）
本拠地は東京都の浅茅ヶ原。構成妖怪は691匹。組長は浅茅ヶ原の鬼女。
御化組（おばけぐみ）
本拠地は東京都。構成妖怪は809匹。組長はもったいないお化け。
妖怪商人連合（ようかいしょうにんれんごう）
本拠地は神奈川県。構成妖怪は105匹。会長は算盤坊。
山姥組（やまんばぐみ）
本拠地は山梨県。構成妖怪は55匹。組長は不明。
のっぺら組
本拠地は栃木県。構成妖怪は65匹。組長は不明。
つらら組
氷鉢（大正浪漫硝子）の付喪神たち。錦鯉地区の露店に並んでいた物が、つららがかき氷を作ったことで付喪神となった。構成妖怪は約20匹。組長はつらら。
荒鷲一家（あらわしいっか）
テキ屋系妖怪ヤクザ。本拠地は錦鯉地区。かつては雪麗傘下で、現在はつららの傘下。
高尾山天狗党（たかおさんてんぐとう）
本拠地は東京都の高尾山。党首は鴉天狗、党首補佐は濡鴉。
青田坊組
不良風でガラの悪い妖怪の集団。組長は青田坊。
ガゴゼ会
屍妖怪たちの組織。本拠地は東京都。構成妖怪は25匹。会長はガゴゼ。リクオ襲撃の件で破門された。
旧鼠組（きゅうそぐみ）
本拠地は浮世絵町一番街。構成妖怪は45匹。組長は旧鼠。かつては奴良組傘下勢力だったが、粗暴さをぬらりひょんから懸念されて傘下に加わってすぐに破門されている。

##### その他の組織
四国八十八鬼夜行（しこくはちじゅうはっきやこう）
四国任侠妖怪総元締。本拠地は松山の山口霊神堂。八十八の霊場にそれぞれ組を持つ。構成妖怪は約700匹。300年前に松山城乗っ取りを企てたが、魔王の小槌を所有した人間側に敗北して以降は大幅に弱体化している。現代では玉章を組長として奴良組殲滅を目論み、浮世絵町を襲撃した。初代組長は隠神刑部狸。代紋は「惶」。
七人同行（しちにんどうぎょう）
四国八十八鬼夜行幹部。犬神・手洗い鬼・犬鳳凰・夜雀・岸涯小僧・針女・袖モギ様の7名いる。

京妖怪（きょうようかい）
大妖怪・羽衣狐が率いる妖怪連合軍。奴良組などとは違い任侠妖怪の「組」ではなく、京都に巣食う妖怪達の総称。千年前から安倍晴明に付き従う妖怪たちを中心として、晴明の母・羽衣狐を主君に置く。晴明を復活させ闇の世界を作るという宿願を果たすために存在している。弐条城を新たな居城としている。構成妖怪は約900匹。妖怪としては「怨念」や「怨霊」といった、"陰"に属する「妖」（あやかし）がほとんどで、"陽"に属する奴良組の「妖怪」とは完全に対を成す関係にある。代紋は「惴・慄・懍」。
生き肝信仰（いきぎもしんこう）
京妖怪が信じる俗信。「西遊記」に登場する三蔵法師が旅の道中で妖怪にその生き肝（内臓）を狙われた話に始まり、赤子・巫女・皇女といった尊い存在の人間の生き肝は、妖怪が食らえば絶大な力が得られると信じられていた。特に珱姫や宮子姫らの様に、通常の人間では有り得ない力を持つ者の生き肝は別格とされ、「天下への道」とも言われていた。

奥州遠野一家（おうしゅうとおのいっか）
東北中の武闘派総元締。本拠地は遠野の里で、「極寒」「極悪」「極強」の「3G」で知られる。また妖怪世界においては「妖怪忍者の里」として知られている。構成妖怪は約96匹。畏を強化する技に磨きをかけ、多くの戦士・傭兵を生んだ。全国の組織に人材を派遣しているが、各勢力からの独立と中立を貫いている為、誰であれ盃を交わすことは絶対にない。代紋は「慴」。

江戸百物語組（えどひゃくものがたりぐみ）
江戸時代に山ン本五郎左衛門によって作られた妖怪・怪異の組織。怪談を集め、百物語によって妖怪を生み出し、勢力を拡大していった。
元禄期に鯉伴によって山ン本は地獄に堕ちたが、山ン本の身体から生まれた妖怪たちが中心となり、奴良組と江戸の覇権を争った。明治以降、抗争は途絶えていたようで、奴良組からは滅んだものとみなされていた。しかし京都の戦いから半年後、奴良組を滅ぼすべく、再び戦いを仕掛けてくる。
幹部は口（圓潮）、耳（柳田）、腕（鏡斎）、骨（雷電）、面の皮（珠三郎）、脳（三ツ目八面）、鼻（柳田の耳飾り）の7人で構成される。
百鬼の茶釜（ひゃっきのちゃがま）
山ン本が所有する茶釜で、人々から「畏を抱かれる者」だけが使うことを許されたものだという。百鬼夜行の絵が彫られている。茶釜に自然と集まってきた畏を溶かし込んだ茶は、麻薬のように飲んだ人々を狂わせる効果がある。
魔王の小槌（まおうのこづち）
山ン本の心臓が変化した禍々しい刀。斬り付けた者の畏を奪い、自らのものとする能力を持つ。
瀬戸悪鬼組（せとあっきぐみ）
シマは中国地方。構成員数3000匹。
天下布武組（てんかふぶぐみ）
シマは岐阜。構成員数700匹。
酒呑愚連隊（さけのみぐれんたい）
シマは山口他。構成員数500匹。
九州九十九夜行（きゅうしゅうつくもやこう）
九州の組織。熊襲妖怪を抱える西の最大勢力。真っ先に清浄の対象となり、壊滅的な打撃を受ける。京妖怪側に与した土蜘蛛の古巣。
仰慕窟（ぎょうほがいわや）
高千穂奥地にある、ツクモに囲まれた蜘蛛一族の隠れ里。水蛭子による清浄から生き延びた一部の者たちが逃れている。人からは見つからないようになっている。
東海道五十三鬼夜行（とうかいどうごじゅうさんきやこう）
構成員数1500匹。

### 陰陽師関連

#### 花開院家
花開院家（けいかいんけ）
京都市に本家を置く、妖怪退治を生業とする陰陽師の一族。蘆屋道満を始祖とする「蘆屋家直系京守護陰陽師」。構成人数は約3000名。数多くの分家がある。
400年前の羽衣狐の呪いにより、十三代目以降本家の男子は必ず早世してしまう。そのため、常に分家の優秀な者を養子として本家に迎え入れている。最も才のある者が当主となる。花開院家の歴代当主達を式神として呼び出す術「破軍」を扱える者は、陰陽師の中でも別格とされる。
八十流（やそりゅう）
花開院の分家の一つ。妖刀製作を専門とする家系。憑鬼術を開発したことから「灰色の陰陽師」とも呼ばれる。秋房の出身家。
愛華流（あいかりゅう）
花開院の分家の一つ。破戸の出身家。
福寿流（ふくじゅりゅう）
花開院の分家の一つ。結界術を得意とする家系だが、結界を破られると非常に脆い。雅次の出身家。
井戸呂流（いどろりゅう）
花開院の分家の一つ。灰吾の出身家。

慶長の封印（けいちょうのふういん）/らせんの封印
慶長年間に花開院家十三代目当主・秀元が施した、京を守る排魔の封印。京の都千年の怨念が通う重大な地脈を塞ぐ、らせん型の強力な結界陣。8つの寺社や城に封印の杭を施し、強力な妖を封じ込めて「栓」とすることで、妖が京都に侵入するのを400年間防いできた。各封印は花開院家の陰陽師達が代々守ってきた。
封印を解くには、外殻の第八の封印から順に一つ一つ解いていかなければならない。また、一つを解いた後は日数をあけ、妖気が「百鬼夜行の通り道」を埋めるのを待つ必要がある。妖怪は封印の杭に触れることができないため、京妖怪の中で唯一人間の肉体を持つ羽衣狐のみが杭を抜くことができる。現代、羽衣狐により全ての封印が解かれ、京は魔都に戻った。
第一の封印「弐條城（にじょうじょう）」
守護者は秋房。全ての封印が解かれたのち、京妖怪積年の怨念の生んだ巨大な天守が現れ、彼らの拠点となる。アニメでは「弐條の城（にじょうのしろ）」という名称に変更されている。
鵺ヶ池（ぬえがいけ）
弐條城の地下にある池。封印で解き放たれた京の怨念が流れ込み、池を黒く染めている。羽衣狐が最初に鵺を産んだ、妖気終焉の地。
第二の封印「相剋寺（そうこくじ）」
守護者は破戸。土蜘蛛が封じられていた。
第三の封印「鹿金寺（ろくきんじ）」
守護者は雅次。
第四の封印「西方願寺（にしほうがんじ）」
守護者は布（生死不明）。がしゃどくろが封じられていた。
第五の封印「清永寺（せいえいじ）」
守護者は灰吾（死亡）。
第六の封印「龍炎寺（りゅうえんじ）」
守護者は豪羅（死亡）。枯山水がある。ゆらにより再封印された。
第七の封印「柱離宮（はしらりきゅう）」
守護者は是人（死亡）。再封印された。
第八の封印「伏目稲荷神社（ふしめいなりじんじゃ）」
守護者は秀爾（死亡）。羽衣狐が封印を解いた後、二十七面千手百足が守護していた。しかし淡島との戦いで瀕死に陥り、竜二の手により再度封印された。

#### 御門院家
御門院家（ごかどいんけ）
安倍晴明の子孫。古くより時の権力者の元で日本の中枢を守り、陰で暗躍してきた陰陽師の一族。「鵺」こと晴明の復活する場所を守るために存在し続けてきた。晴明の復活と「清浄」を目的とし、表舞台に現れる。
呪術「泰山府君祭」により延命した歴代の当主が幹部を務める。古い当主は白装を纏い「安倍」姓を名乗り、5代目を境に新しい当主は黒装を纏い「御門院」と名乗っている。当主の交代の多くは、大きな歴史の変動期に起こっている。歴代当主は単身で大妖怪に匹敵する実力を誇る。
晴明の死と共に消え去った。
清浄（しょうじょう）
千年前の平安期、鵺によって行われた妖怪の粛清。自らが理想とする世の中を作るため、反抗する妖怪の大半が滅され、妖の歴史は一度断絶した。
鵺の復活に際し、御門院家の手によって九州を皮切りに再び行われ、南九州と岡山の妖怪は全滅した。
葵螺旋城（あおいらせんじょう）
葵城と共に御門院天海が設計した「鵺の城」。二重螺旋構造からなる結界が施され、発見することすら容易ではない。最終決戦を前に、竜二の手で封印が破られ、その姿を現した。

### その他
浮世絵町（うきよえちょう）
奴良組本家がある東京都の町。物語の主な舞台となる。
浮世絵中学校（うきよえちゅうがっこう）
リクオが通う中学校。リクオは通学に電車を利用している。現在の校舎の隣りに建っている旧校舎は、チンピラ妖怪のたまり場となっていた。
清十字怪奇探偵団（きよじゅうじかいきたんていだん）
浮世絵中で清継が結成した、妖怪との遭遇を目的とした部活。通称「清十字団」。構成人数は9名。主な活動は心霊スポット探検、妖怪合宿、護身術の特訓など。清継の開設したサイト「妖怪脳」により、日本中の様々な妖怪に関する情報を収集している。メンバーは清継から通信用の妖怪人形を持たされている。
TKG
卵かけご飯の略。ゆらの大好物。
片手☆SIZE（かたて☆サイズ）
番外編でリクオの初夢に現れた、カナ・つらら・ゆらのヒロイン三人組のユニット。なぜか夢の中では紅白歌合戦のトップバッターを務めており、「TKGしか愛せない」を歌っていた。番外編でリクオの夢に再び現れ、リクオは「片手☆SIZE」のマネージャーとなっていた。そこでリクオは彼女たちのわがままに振り回されていた。
アニメでは、第1期・第2期通じてこの三人組（の声優）が「片手☆SIZE」としてエンディングテーマを歌っている。「Symphonic☆Dream」のCDには「TKGしか愛せない」も収録されている。
半妖の里（はんようのさと）
御門院泰長が隠棲した地に創られた里。後に人の世でも妖の世でも住みにくい半妖たちが住み着くようになった。

## 書誌情報

### 単行本
- 椎橋寛 『ぬらりひょんの孫』 集英社〈ジャンプ・コミックス〉、全25巻
  1. 「魑魅魍魎の主となる」2008年8月9日第1刷発行（8月4日発売[集 1]）、ISBN 978-4-08-874557-2
  2. 「リクオ、牛鬼と対峙する」2008年10月8日第1刷発行（10月3日発売[集 2]）、ISBN 978-4-08-874581-7
  3. 「奴良組総会」2009年1月10日第1刷発行（1月5日発売[集 3]）、ISBN 978-4-08-874621-0
  4. 「四国八十八鬼夜行」2009年4月8日第1刷発行（4月3日発売[集 4]）、ISBN 978-4-08-874655-5
  5. 「闇より暗い翼を持つ妖怪」2009年6月9日第1刷発行（6月4日発売[集 5]）、ISBN 978-4-08-874667-8
  6. 「邪魅の漂う家」2009年8月9日第1刷発行（8月4日発売[集 6]）、ISBN 978-4-08-874717-0
  7. 「花開院三兄妹」2009年10月7日第1刷発行（10月2日発売[集 7]）、ISBN 978-4-08-874738-5
  8. 「今へと繋ぐ」2009年12月9日第1刷発行（12月4日発売[集 8]）、ISBN 978-4-08-874767-5
  9. 「遠野・物語」2010年2月9日第1刷発行（2月4日発売[集 9]）、ISBN 978-4-08-874796-5
  10. 「闇にのまれる都」2010年4月9日第1刷発行（4月4日発売[集 10]）、ISBN 978-4-08-870023-6
  11. 「迷宮・鳥居の森」2010年7月7日第1刷発行（7月2日発売[集 11]）、ISBN 978-4-08-870049-6
  12. 「鬼太鼓」2010年9月8日第1刷発行（9月3日発売[集 12]）、ISBN 978-4-08-870105-9
  13. 「相剋」2010年11月9日第1刷発行（11月4日発売[集 13]）、ISBN 978-4-08-870127-1
  14. 「弐条城へ…!!」2010年12月31日第1刷発行（12月29日発売[集 14]）、ISBN 978-4-08-870163-9
  15. 「追憶の欠片」2011年3月9日第1刷発行（3月4日発売[集 15]）、ISBN 978-4-08-870189-9
  16. 「リクオ、宣言す」2011年5月7日第1刷発行（5月2日発売[集 16]）、ISBN 978-4-08-870221-6
  17. 「切裂とおりゃんせ」2011年7月9日第1刷発行（7月4日発売[集 17]）、ISBN 978-4-08-870266-7
  18. 「江戸の華」2011年9月7日第1刷発行（9月2日発売[集 18]）、ISBN 978-4-08-870293-3
  19. 「怪談・件」2011年12月7日第1刷発行（12月2日発売[集 19]）、ISBN 978-4-08-870315-2
  20. 「九相図」2012年2月8日第1刷発行（2月3日発売[集 20]）、ISBN 978-4-08-870370-1
  21. 「怪談・青行燈」2012年4月9日第1刷発行（4月4日発売[集 21]）、ISBN 978-4-08-870402-9
  22. 「清浄の時」2012年7月9日第1刷発行（7月4日発売[集 22]）、ISBN 978-4-08-870464-7
  23. 「九州妖怪大合戦」2012年10月9日第1刷発行（10月4日発売[集 23]）、ISBN 978-4-08-870498-2
  24. 「葵螺旋城の闘い」2012年12月9日第1刷発行（12月4日発売[集 24]）、ISBN 978-4-08-870534-7
  25. 「真の畏を鬼纏う者」2013年3月9日第1刷発行（3月4日発売[集 25]）、ISBN 978-4-08-870616-0
- 椎橋寛 『ぬらりひょんの孫〜陰〜』 集英社〈ジャンプ・コミックス〉、2023年11月17日発売[集 26]、ISBN 978-4-08-883607-2

### 小説
集英社『JUMP j-BOOKS』より発売。著者は大崎知仁。
- 「浮世絵町綺譚」2009年12月4日発売、ISBN 978-4-08-703215-4
- 「大江戸奴良組始末」2010年9月2日発売、ISBN 978-4-08-703230-7
- 「京都夢幻夜話」2010年12月29日発売、ISBN 978-4-08-703235-2
- 「帝都鯉物語」2011年9月2日発売、ISBN 978-4-08-703251-2

### ファンブック
- 『キャラクター公式データブック「妖秘録（あやかしひろく）」』2010年7月2日発売、ISBN 978-4-08-874843-6

### イラスト集
- 『ぬらりひょんの孫イラスト集「妖絵巻（あやかしえまき）」』2013年3月4日発売、ISBN 978-4-08-782492-6

### 電子書籍
単行本全巻、電子書籍化されており、16巻までは以下の章立てでカラー化されている。(2013年9月現在)
- 魑魅魍魎の主編 (全6巻・新書版の1-6巻)
- 羽衣狐編 (全10巻・新書版の7-16巻)

## 担当編集者
- 中路靖二郎（連載開始 - 2011年9月頃）[9][10]
- 村越周[11]

## 読み切り版

### 赤マルジャンプ版
『赤マルジャンプ』2006年SPRING号に掲載された。

### 週刊少年ジャンプ版
週刊少年ジャンプ2007年35号に掲載された、第3回金未来杯エントリー作品。データブック「妖秘録」に収録。

#### 登場キャラクター
奴良 リクオ（ぬら リクオ）
ぬらりひょんの孫。覚醒時の記憶も残っている設定。
ぬらりひょん
妖怪一家「奴良組」の先々代頭領。よく宇佐美家に勝手に上がりこんでご飯を食べていたりする。宇佐美家の母親以外とはわりとうまくやっているようで、祖父などとは将棋をよく指しているらしい。
宇佐美 ゆら（うさみ ゆら）
リクオの同級生で、ご近所さん。実家によくぬらりひょんが上がり込んでいるが、本人や彼女の祖父はあまり気にしていない（ただし母親は邪険らしい）。幽霊やオカルトなど、胡散臭いものを嫌う性格。外見は連載版の家長カナとほぼ同じ。
宇佐美ジイさん
ゆらの祖父。駄菓子屋を営んでいる。
槃蛇院 大覚（ばんだいん だいかく）
テレビ番組などで有名な、霊能者を名乗る大男。その正体は極道「集英組」を束ねるヤクザである。実際にはインチキ霊能者で、言葉巧みに相手を騙して財産や土地を取り上げていた。宇佐美家の土地を騙し取った上にゆらを拉致し「清めの儀式」と称して狼藉を働こうとした寸前、リクオ率いる奴良組に殴り込まれる。それで壊滅的打撃を受けヤクザとの関わりも露見してしまった。

## メディア展開

### ヴォイスコミック
集英社のヴォイスコミック「VOMIC」として、2009年12月にジャンプ専門情報番組『サキよみ ジャンBANG!』にて放送され、2010年1月からVOMIC公式サイトで配信された。全4話。
キャスト
- 奴良リクオ - 喜多村英梨
- ぬらりひょん - 大塚周夫
- 雪女 - 堀江由衣
- 青田坊 - 安元洋貴
- 鴉天狗 - 間島淳司
- 家長カナ - 廣田詩夢
- 清継 - 金野潤
- 木魚達磨、ナレーション - 辻親八
- ガゴゼ - 廣田行生

### テレビアニメ
第1期
2010年7月より、読売テレビ・TOKYO MX・中京テレビ・BS11・アニマックスほかにて放送された。同年6月13日、6月20日には、本放送に先駆け一部地域のTOHOシネマズにて1、2話が先行上映された。
第2期放送に先駆け、BS11では2011年1月より、TOKYO MXでは2011年6月より再放送が行われた。
第2期
2010年12月19日に行われたジャンプフェスタにて制作が発表された。『ぬらりひょんの孫〜千年魔京〜』（ぬらりひょんのまご せんねんまきょう）のタイトルで、2011年7月より放送された。中京広域圏の放送局が読売テレビと同じ日テレ系の中京テレビからテレビ朝日系のメ〜テレに変更された。

#### スタッフ
- 原作 - 椎橋寛
- 監督 - 西村純二（第1期）→福田道生（第2期）
- シリーズ構成 - 高橋ナツコ（第1期）→子安秀明（第2期）
- キャラクターデザイン - 岡真里子
- 妖怪デザイン - 田頭しのぶ
- 美術監督 - 東潤一
- 色彩設計 - 松本真司
- 撮影監督 - 川口正幸
- 編集 - 松村正宏
- 音楽 - 田中公平、澤口和彦・井内啓二（第2期）
- 音響監督 - 郷田ほづみ
- プロデューサー - 篠崎真哉、本安哲人（第2期）、古澤佳寛、米倉功人、高取昌史、大和田智之、曽田健夫、川村仁（第1期）
- アニメーションプロデューサー - 飯嶋浩次
- アニメーション制作 - スタジオディーン
- 製作 -
  - 第1期 - 奴良組（集英社、東宝、読売テレビ、ポニーキャニオン、BS11、読売広告社、博報堂DYメディアパートナーズ）
  - 第2期 - 奴良魔京（集英社、東宝、読売テレビ、BS11、ポニーキャニオン、読売広告社）

#### 主題歌
第1期
オープニングテーマ
1. 「Fast Forward」（第1話 - 総集編）
作詞 - Maynard、Blaise、tax / 作曲・編曲 - Maynard、Blaise / 歌 - MONKEY MAJIK
2. 「Sunshine」（第13話 - 総集編）
作詞 - Maynard、Blaise、tax / 作曲・編曲 - Maynard、Blaise / 歌 - MONKEY MAJIK

エンディングテーマ
1. 「Sparky☆Start」（第1話 - 総集編）
作詞 - 大塚利恵 / 作曲・編曲 - 津波幸平
歌 - 片手☆SIZE（家長カナ（平野綾）、雪女（堀江由衣）、花開院ゆら（前田愛））
2. 「Symphonic☆Dream」（第13話 - 第23話・総集編）
作詞 - 大塚利恵 / 作曲・編曲 - 津波幸平
歌 - 片手☆SIZE（家長カナ（平野綾）、雪女（堀江由衣）、花開院ゆら（前田愛））
3. 「Brilliant☆Message」（第24話）
作詞 - 大塚利恵 / 作曲・編曲 - 津波幸平
歌 - 片手☆SIZE（家長カナ（平野綾）、雪女（堀江由衣）、花開院ゆら（前田愛））

第2期
オープニングテーマ
1. 「星の在処。 -ホシノアリカ-」（第2話 - 総集編）
作詞・作曲 - LM.C / 編曲 - LM.C、Shinobu Narita / 歌 - LM.C
2. 「The LOVE SONG」（第13話 - 総集編）
作詞・作曲 - LM.C / 編曲 - LM.C、Shinobu Narita / 歌 - LM.C

エンディングテーマ
1. 「Orange Smile」（第2話 - 総集編）
作詞 - 大塚利恵 / 作曲・編曲 - 津波幸平 / 歌 - 片手☆SIZE（家長カナ（平野綾）、雪女（堀江由衣）、花開院ゆら（前田愛））
2. 「Departure」（第13話 - 第23話・総集編）
作詞 - 大塚利恵 / 作曲・編曲 - 津波幸平 / 歌 - 片手☆SIZE（家長カナ（平野綾）、雪女（堀江由衣）、花開院ゆら（前田愛））

#### 各話リスト
| 話数   | サブタイトル                 | 脚本             | 絵コンテ          | 演出              | 作画監督                          | 総作画監督        |
| ------ | ---------------------------- | ---------------- | ----------------- | ----------------- | --------------------------------- | ----------------- |
| #1     | 魑魅魍魎の主となれ           | 高橋ナツコ       | 西村純二          | 木村崇裕          | 森本浩文                          | 岡真里子          |
| #2     | 毒羽根は竹林に舞う           | 西村ジュンジ     | 鎌倉由実          | 吉田俊司          | 桜井正明                          | 岡真里子 森本浩文 |
| #3     | 花開院ゆらと清十字怪奇探偵団 | 高橋ナツコ       | 金﨑貴臣          | 宇井良和          | 松尾亜希子                        | 岡真里子 森本浩文 |
| #4     | 闇の鼠は猫を喰らう           | 西村ジュンジ     | 西村純二 藤原良二 | 神保昌登          | 工藤裕加                          | 岡真里子 森本浩文 |
| #5     | 鬼棲む山に紅き梅は咲く       | ふでやすかずゆき | 福田道生          | 雄谷将仁          | 氏家章雄                          | 岡真里子 森本浩文 |
| #6     | 魔の山に仕組まれし罠         | 森田眞由美       | 須永司            | うえだしげる      | 石川洋一                          | 岡真里子 森本浩文 |
| #7     | 新月の夜に闇が動いた         | ハラダサヤカ     | 柳沢テツヤ        | 亀井幹太          | 北原広大 高橋敦子                 | 森本浩文          |
| #8     | 梅若丸、無残!                | 西村ジュンジ     | 須永司            | 吉田俊司          | ウクレレ善似郎 内田孝             | 森本浩文          |
| #9     | 牛鬼の愛した奴良組           | 高橋ナツコ       | 田頭しのぶ        | 宇井良和          | 松尾亜希子                        | 森本浩文          |
| #10    | 魔鏡来りて果実を喰らう       | ふでやすかずゆき | 鎌倉由実          | 木村崇裕          | 高橋敦子                          | 桜井正明          |
| #11    | 先陣の風、西の方より         | 森田眞由美       | 福田道生          | 雄谷将仁          | 氏家章雄 望月謙                   | 森本浩文          |
| #12    | 玉章と七つの影               | ハラダサヤカ     | 柳沢テツヤ        | うえだしげる      | 石川洋一                          | 桜井正明          |
| 総集編 | 牛鬼様謀反、顛末             | -                | -                 | 西村純二          | -                                 | -                 |
| #13    | 隠神刑部狸玉章の手招き       | 高橋ナツコ       | 須永司            | 亀井幹太          | 工藤裕加                          | 森本裕文          |
| #14    | 劫火と驟雨                   | 西村ジュンジ     | 柳沢テツヤ        | 神保昌登          | 北原広大 内田孝                   | 桜井正明          |
| #15    | 闘女、百花繚乱               | 森田眞由美       | 福田道生          | 吉田俊司          | ウクレレ善似郎 森本浩文           | 森本浩文          |
| #16    | 気高き魂、紅に燃ゆ           | ふでやすかずゆき | 須永司            | 大関雅幸          | 平塚知哉                          | 桜井正明          |
| #17    | 夏実と千羽様                 | ハラダサヤカ     | 西村純二          | 宇井良和          | 高橋敦子 森本浩文                 | 森本浩文          |
| #18    | 凶犬、廃墟に咆哮す           | 渡邊大輔         | 須永司            | 高橋幸雄          | 松尾亜希子                        | 桜井正明          |
| #19    | 幕は闇より開く               | 渡邊大輔         | 福田道生          | 西村博昭          | 石川洋一                          | 桜井正明 森本浩文 |
| #20    | 七分三分の盃                 | 高橋ナツコ       | 田頭しのぶ        | 吉田俊司          | 北原広大 筆坂明規                 | 桜井正明          |
| #21    | 暁に                         | 西村ジュンジ     | 須永司            | 雄谷将仁          | 氏家章雄                          | 森本浩文          |
| #22    | 闇と氷                       | 森田眞由美       | 柳沢テツヤ        | うえだしげる      | ウクレレ善似郎、小谷杏子 森本浩文 | 桜井正明 森本浩文 |
| #23    | 魔王の小槌                   | ふでやすかずゆき | 須永司            | 宇井良和          | 松尾亜希子                        |                   |
| #24    | 月は空にある                 | 高橋ナツコ       | 西村純二          | 吉田俊司 西村純二 | 岡真里子 工藤裕加                 |                   |
| 総集編 | 少年たちの残照               | -                | -                 | 西村純二          | -                                 | -                 |

| 話数       | サブタイトル               | 脚本     | 絵コンテ   | 演出                                                            | 作画監督                                                                                         | 総作画監督        |
| ---------- | -------------------------- | -------- | ---------- | --------------------------------------------------------------- | ------------------------------------------------------------------------------------------------ | ----------------- |
| 第一話     | 覚醒、奴良組三代目         | 子安秀明 | 福田道生   | 吉田俊司                                                        | ウエタミノル                                                                                     | 桜井正明          |
| 第二話     | 二人の正義                 | 子安秀明 | 福田道生   | 登坂晋                                                          | 伊藤美奈 北原広大                                                                                | 北原広大          |
| 第三話     | 花開院ゆらの納得           | 子安秀明 | 小島正士   | 中山敦史                                                        | 鈴木美音織                                                                                       | 森本浩文          |
| 第四話     | ぬらりひょんと珱姫         | 子安秀明 | 斉藤哲人   | 雄谷将仁                                                        | 氏家章雄                                                                                         | 北原広大          |
| 第五話     | 今へと繋ぐ                 | 子安秀明 | 福田道生   | 宇井良和                                                        | 森本浩文 松尾亜希子                                                                              | 桜井正明          |
| 第六話     | 遠野・物語                 | 子安秀明 | 平池芳正   | 臼井文明                                                        | 石川洋一                                                                                         | 北原広大          |
| 第七話     | 鏡花水月                   | 子安秀明 | 登坂晋     | 登坂晋                                                          | ウクレレ善似郎 森本浩文                                                                          | 森本浩文          |
| 第八話     | 羽衣狐京都全滅侵攻         | 子安秀明 | 小島正士   | 吉田俊司                                                        | 津熊健徳                                                                                         | 北原広大          |
| 第九話     | 灰色の陰陽師               | 子安秀明 | 大畑晃一   | 中山敦史                                                        | 鈴木美音織                                                                                       | 桜井正明          |
| 第十話     | 破軍                       | 子安秀明 | 金﨑貴臣   | 雄谷将仁                                                        | 氏家章雄                                                                                         | 北原広大          |
| 第十一話   | 京上空の戦い               | 子安秀明 | 福田道生   | 吉田俊司                                                        | 森本浩文 松尾亜希子                                                                              | 森本浩文          |
| 第十二話   | 宿願                       | 子安秀明 | 柳沢テツヤ | 西郷隆志                                                        | 石川洋一                                                                                         | 北原広大          |
| 総集編     | 因縁の千年魔京             | 子安秀明 | -          | 吉田俊司、登坂晋 中山敦史、雄谷将仁 宇井良和、臼井文明 西郷隆志 | -                                                                                                | -                 |
| 第十三話   | 迷宮・鳥居の森             | 子安秀明 | 平池芳正   | 臼井文明                                                        | ウクレレ善似郎 工藤裕加                                                                          | 桜井正明          |
| 第十四話   | 絶対に遭遇してはならない妖 | 子安秀明 | 藤原佳幸   | 藤原佳幸                                                        | 津熊健徳                                                                                         | 北原広大          |
| 第十五話   | 闇に沈む…                  | 子安秀明 | 小島正士   | 中山敦史                                                        | 鈴木美音織                                                                                       | 森本浩文          |
| 第十六話   | 二人の過去                 | 子安秀明 | 田頭しのぶ | 吉田俊司                                                        | 松尾亜希子                                                                                       | 北原広大          |
| 第十七話   | 百鬼纏う御業               | 子安秀明 | 小島正士   | 池田重隆                                                        | 荒木弥緒 ウクレレ善似郎、森本浩文                                                                | 桜井正明          |
| 第十八話   | 全部あずけろ               | 子安秀明 | 斉藤哲人   | 吉田俊司                                                        | 南伸一郎、服部憲知 伊藤美奈                                                                      | 北原広大          |
| 第十九話   | 背中越しの絆               | 子安秀明 | 登坂晋     | 登坂晋                                                          | 北原章雄、松尾亜希子 江森真理子                                                                  | 森本浩文          |
| 第二十話   | 輪廻の環                   | 子安秀明 | 平池芳正   | 臼井文明                                                        | 津熊健徳 ウクレレ善似郎 荒木弥緒                                                                 | 北原広大          |
| 第二十一話 | 誕生                       | 子安秀明 | 斉藤哲人   | 中山敦史                                                        | 阿部智之 鈴木美音織                                                                              | 桜井正明          |
| 第二十二話 | 追憶の欠片                 | 子安秀明 | 小島正士   | 阿部達也                                                        | 北原広大、江原康之 服部憲知、伊藤美奈                                                            | 北原広大          |
| 第二十三話 | 暗黒の宴                   | 子安秀明 | 福田道生   | 吉田俊司                                                        | 北原章雄、松尾亜希子 荒木弥緒、小谷杏子                                                          | 森本浩文          |
| 第二十四話 | リクオ、宣言す             | 子安秀明 | 福田道生   | 福田道生                                                        | 津熊健徳、桜井正明 青野厚司、服部憲知 北原広大、臼井文明 荒木弥緒、伊藤美奈 瀧原美樹、松尾亜希子 | 岡真里子 工藤裕加 |
| 総集編     | 乾坤の千年魔京             | 子安秀明 | -          | 臼井文明、中山敦史 吉田俊司、藤原佳幸 登坂晋、阿部達也 福田道生 | -                                                                                                | -                 |

#### 放送局
太字は製作委員会に参加
| 放送対象地域 | 放送局             | 放送期間                      | 放送日時           | 放送系列            | 備考                               |
| ------------ | ------------------ | ----------------------------- | ------------------ | ------------------- | ---------------------------------- |
| 近畿広域圏   | 読売テレビ         | 2010年7月5日 - 12月27日       | 月曜 25:44 - 26:14 | 日本テレビ系列      | 「MONDAY PARK」第1部               |
| 東京都       | TOKYO MX           | 2010年7月6日 - 12月28日       | 火曜 23:00 - 23:30 | 独立UHF局           |                                    |
| 中京広域圏   | 中京テレビ         | 2010年7月6日 - 2011年1月4日   | 火曜 26:44 - 27:14 | 日本テレビ系列      |                                    |
| 日本全域     | BS11               | 2010年7月10日 - 2011年1月1日  | 土曜 24:00 - 24:30 | 独立BSデジタル放送  | 常闇枠 （「ANIME+」枠）            |
| 日本全域     | BS11               | 2010年7月16日 - 2011年1月7日  | 金曜 18:30 - 19:00 | 独立BSデジタル放送  | 宵闇枠 （リピート放送）            |
| 日本全域     | バンダイチャンネル | 2010年7月19日 - 2011年1月10日 | 月曜 12:00 更新    | インターネット配信  | 最新話1週間無料                    |
| 日本全域     | アニマックス       | 2010年7月19日 - 2011年1月10日 | 月曜 22:00 - 22:30 | スカパー!（CS放送） | 「LEVEL22」枠 リピート放送複数あり |

| 放送対象地域 | 放送局             | 放送期間                     | 放送日時           | 放送系列               | 備考                          |
| ------------ | ------------------ | ---------------------------- | ------------------ | ---------------------- | ----------------------------- |
| 東京都       | TOKYO MX           | 2011年7月3日 - 12月25日      | 日曜 17:30 - 18:00 | 独立UHF局              |                               |
| 近畿広域圏   | 読売テレビ         | 2011年7月4日 - 12月26日      | 月曜 26:14 - 26:44 | 日本テレビ系列         | 「MONDAY PARK」第2部          |
| 中京広域圏   | メ〜テレ           | 2011年7月6日 - 12月28日      | 水曜 26:54 - 27:24 | テレビ朝日系列         |                               |
| 日本全域     | BS11               | 2011年7月9日 - 12月31日      | 土曜 24:00 - 24:30 | 独立BSデジタル放送     | 「ANIME+」枠 リピート放送あり |
| 日本全域     | バンダイチャンネル | 2011年7月11日 - 2012年1月2日 | 月曜 12:00 更新    | インターネット配信     | 最新話1週間無料               |
| 日本全域     | アニマックス       | 2011年8月2日 - 2012年1月31日 | 火曜 22:00 - 22:30 | スカパー!（CS/BS放送） | リピート放送あり              |

| 読売テレビ MONDAY PARK 第1部 | 読売テレビ MONDAY PARK 第1部  | 読売テレビ MONDAY PARK 第1部                         |
| 前番組                       | 番組名                        | 次番組                                               |
| ---------------------------- | ----------------------------- | ---------------------------------------------------- |
| WORKING!!                    | ぬらりひょんの孫              | ドラゴンクライシス!                                  |
| BS11 ANIME+ 土曜24時00分枠   |                               |                                                      |
| 迷い猫オーバーラン!          | ぬらりひょんの孫              | ぬらりひょんの孫 （再放送）                          |
| 読売テレビ MONDAY PARK 第2部 |                               |                                                      |
| 殿といっしょ 〜眼帯の野望〜  | ぬらりひょんの孫 〜千年魔京〜 | HUNTER×HUNTER （第4部から移動、『MANPA』に枠名改称） |
| BS11 ANIME+ 土曜24時00分枠   |                               |                                                      |
| ぬらりひょんの孫 （再放送）  | ぬらりひょんの孫 〜千年魔京〜 | ゼロの使い魔F                                        |

#### BD / DVD
| 巻   | 発売日         | 収録話                        | 特典CD収録内容                                                   | 規格品番   | 規格品番   | 出典          |
| 巻   | 発売日         | 収録話                        | 特典CD収録内容                                                   | BD         | DVD        | 出典          |
| ---- | -------------- | ----------------------------- | ---------------------------------------------------------------- | ---------- | ---------- | ------------- |
| 1    | 2010年9月23日  | 第一話 - 第三話               | ドラマCD「魁！ぬらりひょんの孫で学園ドラマをやったらメモリアル」 | N/A        | TDV-20281D | [ 12 ] [ 13 ] |
| 2    | 2010年10月22日 | 第四話 - 第六話               | ドラマCD「雪女と、小さな恋と」                                   | N/A        | TDV-20282D | [ 12 ] [ 14 ] |
| 3    | 2010年11月26日 | 第七話 - 第九話               | ドラマCD「ゴズ＆メズ、ランナウェイ！」                           | N/A        | TDV-20283D | [ 12 ] [ 15 ] |
| 4    | 2010年12月23日 | 第十話 - 第十二話             | オリジナルサウンドトラック                                       | N/A        | TDV-20284D | [ 12 ] [ 16 ] |
| 5    | 2011年1月28日  | 第十三話 - 第十五話           | ドラマCD「わんわんパニック！？」                                 | N/A        | TDV-20285D | [ 12 ] [ 17 ] |
| 6    | 2011年2月18日  | 第十六話 - 第十八話           | ドラマCD「今日から四羽鴉！？」                                   | N/A        | TDV-20286D | [ 12 ] [ 18 ] |
| 7    | 2011年3月18日  | 第十九話 - 第二十一話         | ドラマCD「奴良組、秘境探検！？」                                 | N/A        | TDV-20287D | [ 12 ] [ 19 ] |
| 8    | 2011年4月22日  | 第二十二話 - 第二十四話       | オリジナルサウンドトラック                                       | N/A        | TDV-20288D | [ 12 ] [ 20 ] |
| BOX1 | 2011年6月24日  | 第一話 - 第十二話、総集編     | N/A                                                              | TBR-21239D | N/A        | [ 21 ]        |
| BOX2 | 2011年7月22日  | 第十三話 - 第二十四話、総集編 | N/A                                                              | TBR-21240D | N/A        | [ 21 ]        |

| 巻 | 発売日         | 収録話                  | 特典CD収録内容                                       | 規格品番   | 規格品番   | 出典   |
| 巻 | 発売日         | 収録話                  | 特典CD収録内容                                       | BD         | DVD        | 出典   |
| -- | -------------- | ----------------------- | ---------------------------------------------------- | ---------- | ---------- | ------ |
| 1  | 2011年9月23日  | 第一話 - 第三話         | ドラマCD「ぬらりひょん ぬらりくらりの 居酒屋三代記」 | TBR-21311D | TDV-21321D | [ 22 ] |
| 2  | 2011年10月28日 | 第四話 - 第六話         | ドラマCD「ONMYOU☆SQUARE」                            | TBR-21312D | TDV-21322D | [ 22 ] |
| 3  | 2011年11月25日 | 第七話 - 第九話         | ドラマCD「遠野一家の休日」                           | TBR-21313D | TDV-21323D | [ 22 ] |
| 4  | 2011年12月16日 | 第十話 - 第十二話       | オリジナルサウンドトラック1                          | TBR-21314D | TDV-21324D | [ 22 ] |
| 5  | 2012年1月27日  | 第十三話 - 第十五話     | ドラマCD「心遣いの味」                               | TBR-21315D | TDV-21325D | [ 22 ] |
| 6  | 2012年2月24日  | 第十六話 - 第十八話     | ドラマCD「清十字団緊急会議！」                       | TBR-21316D | TDV-21326D | [ 22 ] |
| 7  | 2012年3月23日  | 第十九話 - 第二十一話   | ドラマCD「リクオ様とわたし」                         | TBR-21317D | TDV-21327D | [ 22 ] |
| 8  | 2012年4月20日  | 第二十二話 - 第二十四話 | オリジナルサウンドトラック2                          | TBR-21318D | TDV-21328D | [ 22 ] |

### OVA
コミックス第24巻（2012年12月4日発売）、および第25巻（2013年3月4日発売）の限定版に同梱されるOVA。

#### スタッフ（OVA）
- 監督 - 福田道生
- 企画 - 足立聡史、古澤佳寛、秋田愛一郎
- キャラクターデザイン - 岡真里子
- 妖怪デザイン - 田頭しのぶ
- 美術監督 - 東潤一
- 色彩設計 - 松本真司
- 撮影監督 - 川口正幸（第24巻）、浜尾繁光（第25巻）
- 編集 - 松村正宏
- 音響監督 - 郷田ほづみ
- 音楽 - 田中公平、澤口和彦、井内啓二
- 音楽制作 - イマジン
- プロデューサー - 篠崎真哉、本安哲人、田中亮史、高取昌史、大和田智之
- アニメーションプロデューサー - 野邊仲泰
- アニメーション制作 - スタジオディーン
- 製作 - ぬらりOVA製作委員会

#### 主題歌（OVA）
「DOUBLE DRAGON」
作詞・作曲・編曲・歌 - LM.C

#### 各話リスト（OVA）
| 収録巻 | サブタイトル                          | シナリオ | 絵コンテ        | 演出     | 総作画監督        | 作画監督                          |
| ------ | ------------------------------------- | -------- | --------------- | -------- | ----------------- | --------------------------------- |
| 第24巻 | 零・涙・雪 コボルルナミダノユキトナリ | 子安秀明 | 福田道生 登坂晋 | 登坂晋   | 桜井正明 北原広大 | 森本浩文、石川洋一 ウクレレ善似郎 |
| 第25巻 | 奴良組事始                            | 子安秀明 | 福田道生        | 福田道生 | 桜井正明 北原広大 | 石川洋一、浅井昭人 北原広大       |

### ジャンプアニメ版
ぬらりひょんの孫 〜激闘 大フットサル大会！奴良組Wカップ！！〜
2010年10月23日以降開催の『ジャンプスーパーアニメツアー2010』で上映の短編作品。主要キャラがディフォルメになってサッカー対決する。
スタッフ
- 監督 - 西村純二
- シナリオ - ふでやすかずゆき
- 絵コンテ - 須永司
- 演出 - 西村純二
- 総作画監督 - 岡真里子、桜井正明
- 作画監督 - 内田孝
- 音楽 - 田中公平
- 製作 - 奴良組

エンディングテーマ「雷雷パレード」
作詞 - 大塚利恵 / 作曲・編曲 - 悠木真一 / 歌 - 片手☆SIZE（家長カナ（平野綾）、雪女（堀江由衣）、花開院ゆら（前田愛））

### Webラジオ
2010年6月24日から2011年3月3日まで、アニメイトTVにおいて『ぬら孫ラジオ 百鬼夜Go!』が配信されていた。2011年7月から12月には、第2期『ぬら孫ラジオ 百鬼夜Go!Go!』が配信された。

#### 出演

##### パーソナリティ
- 福山潤（奴良リクオ役）
- 間島淳司（鴉天狗役）

##### ゲスト
- 平野綾（家長カナ役、第14回）
- 前田愛（花開院ゆら役、第15回）
- 谷山紀章（清継役、第20回）
- 安元洋貴（青田坊役、第22回）
- 中田譲治（牛鬼役、第36回）
- Aiji（LM.C、Go!Go!第2回）
- 小西克幸（花開院竜二役、Go!Go!第5回）
- 新井里美（納豆小僧役、Go!Go!第6回）
- 松山鷹志（一ツ目入道役、Go!Go!第7回）
- 平田真菜（鳥居夏実役、Go!Go!第8回）
- 水野理紗（奴良若菜役、Go!Go!第9回）
- 星野貴紀（猩影役、Go!Go!第10回）
- 宮下栄治（土彦役、Go!Go!第11回）
- 一条和矢（狂骨役、Go!Go!第12回）
- 水島大宙（雨造役、Go!Go!第13回）
- 津田健次郎（茨木童子役、Go!Go!第14回）
- 黒田崇矢（鬼童丸役、Go!Go!第15回）
- 小杉十郎太（土蜘蛛役、Go!Go!第16回）
- 岸尾だいすけ（イタク役、Go!Go!第17回）

#### コーナー
第1期
奴良組入門試験
「リスナーが過去に行った悪行や善行を、奴良組組員としてふさわしいかどうかを判定する」というコーナー。
土地神様巡礼、みんなで作ろう全国妖怪マップ
リスナーの住んでいる地域に伝わる、怪奇現象や都市伝説、実際の心霊・恐怖体験などを募集し、白地図を埋めていくというコーナー。放送に合わせて地図が更新されていく。
奥義「四文字熟語」
「明鏡止水」のような、奥義に聞こえる4文字（4文字熟語だけに限らない）をシャウトする。
今週の「ぬらり川柳」
番組ブリッジ部で、ぬら孫に関連した川柳（5・7・5）をパーソナリティーが読み上げる。
イマドキ妖怪変化
妖怪の架空目撃談を募集する。
我が家の総大将
奴良組組長ぬらりひょんのような、自慢のおじいちゃん・おばあちゃんのエピソードを募集する。
第2期
奴良組入門二次試験言
教えて!! 恋の総大将
ぬら孫居酒屋『奴良酒場』
カラスの鳥（トリ）ビア
ぬら孫意識調査『ぬらり総研』
ぬら1（ワン）グランプリ
今日の『ぬらワード』

### トレーディングカードゲーム
『ぬらりひょんの孫TCG』が2010年7月22日に発売開始し、スターターが2種、ブースターパックが6種、1年と3ヶ月かけて発売された。
スターターパック
| タイトル                                                                               | 発売日        |
| -------------------------------------------------------------------------------------- | ------------- |
| ぬらりひょんの孫 トレーディングカードゲーム スターター Vol.1                           | 2010年7月22日 |
| ぬらりひょんの孫 トレーディングカードゲーム スターター Vol.2 鏡にうつる花 水にうかぶ月 | 2011年3月17日 |

ブースターパック
| タイトル                                                                                     | 発売日         |
| -------------------------------------------------------------------------------------------- | -------------- |
| ぬらりひょんの孫 トレーディングカードゲーム ブースターパック Vol.1 リクオ、四国妖怪と対峙す  | 2010年7月22日  |
| ぬらりひょんの孫 トレーディングカードゲーム ブースターパック Vol.2 今へと繋ぐ そして遠野にて | 2010年10月28日 |
| ぬらりひょんの孫 トレーディングカードゲーム ブースターパック Vol.3 漆黒の楽園へ              | 2011年1月27日  |
| ぬらりひょんの孫 トレーディングカードゲーム ブースターパック Vol.4 妖たちの宿願              | 2011年4月21日  |
| ぬらりひょんの孫 トレーディングカードゲーム ブースターパック Vol.5 因縁の系譜                | 2011年7月23日  |
| ぬらりひょんの孫 トレーディングカードゲーム ブースターパック Vol.6 輪廻の環 千年の闇         | 2011年10月22日 |

### コンピュータゲーム
『ぬらりひょんの孫 百鬼繚乱大戦』が2011年11月17日にXbox 360とプレイステーション3で発売。発売元はコナミデジタルエンタテインメント、開発はアークシステムワークス。ジャンルは対戦アクション。